# British-German Association
Die British-German Association (BGA) ist eine im Vereinigten Königreich registrierte Wohltätigkeits- und Non-Profit-Mitgliedsorganisation mit Sitz in London. Sie ist der zivilgesellschaftliche Dreh- und Angelpunkt für britisch-deutsche Beziehungen im Vereinigten Königreich. Die BGA fördert das gegenseitige Verständnis und die Freundschaft zwischen dem Vereinigten Königreich und Deutschland und möchte die Menschen im Vereinigten Königreich über Deutschland, seine Kultur und seine Sprache informieren.

## Hintergrund
Die BGA wurde 1951 gegründet und steht unter dem Vorsitz von Peter Barnes. Der Duke of Kent ist der königliche Schirmherr.  Die anderen beiden Schirmherren sind der deutsche Botschafter im Vereinigten Königreich, Miguel Berger, und der britische Botschafter in Berlin, Andrew Jonathan Mitchell CMG. Die BGA arbeitet eng mit dem Foreign, Commonwealth and Development Office (FCDO) mit der Deutschen Botschaft in London zusammen.

## Funktion
Die BGA hat fünf zentrale Tätigkeitsbereiche: Schulen und deutsche Sprache, Foren und Veranstaltungen, Regierung und Parliament, regionale Partnerschaften sowie Städtepartnerschaften.
Der BGA ist bestrebt, andere nationale, regionale und sektorale Freiwilligenorganisationen, die sich für das Vereinigte Königreich und Deutschland engagieren, zu unterstützen und mit ihnen zusammenzuarbeiten. Unter anderem besteht eine enge Partnerschaft mit der Deutsch-Britischen Gesellschaft, die Schwesterorganisation in der BGA in Deutschland.

## Mitglieder
Die Mitgliedschaft in der BGA steht jeder Person offen, die die wohltätigen Ziele der BGA unterstützt.